# Geoffroy de Beaulieu
Geoffroy de Beaulieu, nacido en Évreux, Normandía, y muerto a finales del siglo XIII, fue un biógrafo francés.
De familia noble, se desconocen los detalles de los primeros años de vida de este célebre dominico. Confesor de Luis IX de Francia, su cargo le otorgó la oportunidad de recoger el material necesario para escribir la historia de su rey.
El manuscrito de la Vida de San Luis que el papa Gregorio X le ordenó escribir con vistas a la canonización del rey de Francia, se conservó durante varios siglos en la biblioteca de los dominicos de Évreux antes de ser publicado en 1617 junto con las obras de Jean de Joinville.